# Перліт (металургія)

Діаграма стану «залізо-вуглець»
Евтектоїд: 0,77 %C (перліт), температура перлітного перетворення: 727 °C

Перлі́т у металургії (нім. Perlit від нім. Perlmutter — перламутр) — один зі структурних складників залізовуглецевих сплавів — сталей і чавунів. Є евтектоїдною сумішшю двох фаз — фериту й цементиту (у легованих сталях — інших карбідів).

## Загальний опис
Перліт — продукт евтектоїдного розпаду аустеніту за порівняно повільного охолодження залізовуглецевих сплавів нижче від 727 °C. При цьому γ-залізо переходить в α-залізо, розчинність вуглецю в якому становить від 0,006 до 0,025 %; надлишковий вуглець виділяється у формі цементиту та інших карбідів.
Середній вміст вуглецю в перліті становить 0,8 %, а сталь з повністю перлітною структурою, що містить 0,8 % вуглецю, називається евтектоїдною. Якщо вміст вуглецю в сталі не дорівнює 0,8 %, то з аустеніту при охолодженні виділяється не тільки перліт, а й інші фази. Якщо вуглецю менше 0,8 %, виділяється надмірна кількість фериту і сталь набуває ферито-перлітної структури, а при вмісті вуглецю понад 0,8 % у сталі утворюється перліто-цементитна структура.

## Структура перліту
Залежно від форми розрізняють перліт пластинчастий (основний вид перліту; обидві фази мають форму пластинок) і зернистий (округлі зерна, або глобули, цементиту розташовуються на тлі зерен фериту). Зі збільшенням переохолодження зростає кількість колоній пластинчастого перліту, тобто ділянок із майже однаковою орієнтацією пластинок фериту й цементиту (чи інших карбідів), а самі пластинки стають тоншими. Механічні властивості перліту залежать насамперед від міжпластинкової відстані (сумарної товщини пластинок обох фаз): чим вона менша, тим вищі значення твердості, границі міцності, границі текучості й нижча критична температура холодноламкості.
Зернистий перліт, який має меншу твердість за пластинчастий і тому легше обробляється різанням, отримують внаслідок сфероїдизувального відпалу.

## Дисперсні різновиди перліту
Дисперсні різновиди перліту часто називають сорбітом і трооститом. Перліт, сорбіт і троостит — це структури однакової природи (ферит + цементит), продукти розпаду аустеніту і різняться між собою ступенем дисперсності фериту і цементиту.

## Властивості перліту
Границя міцності пластинчастого перліту сягає 800 МПа, відносне видовження — 10-12%. Міцність і твердість зернистого перліту дещо менша, зате він має кращі пластичні властивості, легше обробляється різанням. Твердість пластинчастого перліту становить 180…230 HB, твердість зернистого перліту — 160…190 HB.